# Elliston (Australia Meridionale)
Elliston è una città dell'Australia Meridionale (Australia); essa si trova 440 chilometri a nord-ovest di Adelaide ed è la sede della Municipalità di Elliston. Al censimento del 2006 contava 377 abitanti.